# Кирога Рамирес, Хорхе
Хо́рхе Фернандо Киро́га Рами́рес (исп. Jorge Quiroga Ramírez; род. 5 мая 1960, Кочабамба) — боливийский политический деятель, президент страны в 2001—2002 годах.

## Биография
В 1981 году окончил Техасский университет A&M по специальности промышленная инженерия, стал первым главой государства — выпускником этого университета. После этого работал в корпорации IBM в Остине, одновременно приобретая степень магистра в Университете св. Эдварда. После этого Кирога со своей женой-американкой Джинджер вернулся на родину.
В 1992 году занимал пост министра финансов.
Был избран на пост вице-президента Боливии в 1997 году, победив на выборах в тандеме с бывшим диктатором Уго Бансером. В возрасте 41 года он стал самым молодым вице-президентом в истории страны.
Занял пост президента Боливии, когда Бансер сложил свои полномочия по состоянию здоровья (бывший диктатор умер через год после отхода от власти). Хорхе Кирога занимал пост президента с 1 июня 2001 (присягу принес 7 августа) до завершения конституционного срока президентства Бансера.
Вскоре после вступления в должность Кирога заявил корреспонденту журнала New Yorker: «Мы [Боливия] будем центром жизни Южной Америки». Он был убежден, что экспорт газа будет способствовать подъему экономики, наконец будет построен трансконтинентальная магистраль, которая соединит Бразилию с Чили и пройдет через город Кочабамба, а также, что страной будет проложена оптоволоконная сеть.
В 2005 году Кирога баллотировался на пост президента страны как кандидат от новой правоцентристской коалиции, известной под названием Социальная и демократическая сила. Его главным оппонентом был Эво Моралес. Моралес победил, а Кирога занял второе место, набрав 28,6 % голосов избирателей.
На президентских выборах 2014 набрал 9,04 % голосов и занял 3 место.
На выборах 2025 года выдвинул свою кандидатуру на пост президента.
Получил специальную награду Всемирного экономического форума в Давосе, Швейцария. Также работал консультантом Всемирного банка и Международного валютного фонда.
Является членом Мадридского клуба, группы более 80 бывших президентов и премьер-министров демократических государств, действующих в интересах демократического управления.